# 肺高血圧
肺高血圧（はいこうけつあつ、pulmonary hypertension, PH）は、何らかの原因により慢性的に肺動脈圧が上昇する病態の総称で難治性の循環器疾患・呼吸器疾患の1つである。肺動脈性肺高血圧症（pulmonary arterial hypertension, PAH）についても本項で扱う。

## 定義
肺にかかる動脈血圧が通常より高い状態をさす。厳密には心臓カテーテル検査によって安静時肺動脈圧が25mmHg以上と定義されている。

## 病因

### 経緯
一般的には「World Symposium on Pulmonary hypertension（肺高血圧症世界シンポジウム）」による定義分類が広く用いられている。
- 第1回（1973年）：ジュネーヴ（スイス）
- 第2回（1998年）：エビアン（フランス）
- 第3回（2003年）：ヴェニス（イタリア）
- 第4回（2008年）：ダナポイント（アメリカ合衆国カリフォルニア州）
- 第5回（2013年）：ニース（フランス）
- 第6回（2018年）：ニース（フランス）[1]
- 第7回（2023年）：オーランド（アメリカ合衆国フロリダ州）

### 分類
第1群 肺動脈性肺高血圧症(PAH; Pulmonary Arterial Hypertension)
1. 特発性肺動脈性肺高血圧症(IPAH)
2. 遺伝性肺動脈性肺高血圧症(HPAH)
  1. BMPR2
  2. ALK1, endoglin，SMAD9，CAV1
  3. 不明
3. 薬物・毒物誘発性肺動脈性肺高血圧症
  - 食欲減衰薬（アミノレックス : aminorex, フェンフルラミン: fenfluramine）
4. 各種疾患に伴う肺動脈性肺高血圧症
  1. 混合性結合組織病、
  2. ヒト免疫不全ウイルス感染症（後天性免疫不全症候群）
  3. 門脈肺高血圧
  4. 先天性短絡性疾患（中隔欠損）
  5. 住血吸虫症

- 第1群の亜型’

1. 肺静脈閉塞性疾患(PVOD; pulmonary veno-occlusive disease)
2. 肺毛細血管腫症(PCH; pulmonary capillary hemangiomatosis)

- 第1群の亜型’’

1. 新生児遷延性肺高血圧症

第2群 左心性心疾患に伴う肺高血圧
1. 左室収縮不全
2. 左室拡張不全
3. 弁膜疾患
4. 先天性/後天性の左心流入路閉塞、流出路閉塞

第3群 肺疾患および/または低酸素血症に伴う肺高血圧症
1. 慢性閉塞性肺疾患
2. 間質性肺疾患
3. 拘束性と閉塞性の混合障害を伴う他の肺疾患
4. 睡眠呼吸障害
5. 肺胞低換気障害
6. 高所における慢性暴露
7. 発育障害

第4群 慢性血栓塞栓性肺高血圧症(CTEPH)
第5群 詳細不明な多因子のメカニズムに伴う肺高血圧症
1. 血液疾患（慢性溶血性貧血、骨髄増殖性疾患、脾摘出）
2. 全身性疾患（サルコイドーシス、肺ランゲルハンス細胞組織球症、リンパ脈管筋腫症、神経線維腫症、血管炎）
3. 代謝性疾患（糖原病、ゴーシェ病、甲状腺疾患）
4. その他（腫瘍塞栓、線維性縦隔炎、慢性腎不全）区域性肺高血

循環器病の診断と治療に関するガイドライン（2011年度合同研究班報告）より引用し改変。

## 臨床像
体内酸素飽和度が低下し低酸素血症になり、それにつれ運動能力も低下する。進行に伴って肺血流量が低下し、最終的には右心不全に至る。

## 検査
- 心臓超音波検査
- 心臓カテーテル検査 - 右心カテーテル法で確定診断に至る。(平均肺動脈圧が25mmHg以上)
- 肺血流シンチグラム
- 急性肺血管反応試験 - 右心カテーテル検査中にNO吸入ないしエポプロステノール静注を行う
- 胸部造影CT - 肺動脈の壁在血栓を確認する
- 遺伝子検査 - BMPR2、ALK1、SMAD9、CAV1等（heritable PAH：HPAHにおいて認める）

## 治療
旧来より以下の薬物療法を基本的に原則として行う。また臨床症状の程度で投与薬を調整していく。

### 基本的支持療法
- 抗凝固薬投与（ワーファリン）
- 利尿薬投与
- ジゴキシン投与
- 酸素投与
- カルシウム拮抗薬（CCB）投与

肺高血圧と診断された後は「急性肺血管反応試験」を行い、急性肺血管反応試験で反応のある場合にはカルシウム拮抗薬が第一選択として用いられ、急性肺血管反応試験で無反応の場合に肺血管拡張薬が用いられる。

### 肺血管拡張薬
急性肺血管反応試験で無反応の場合に以下の肺血管拡張薬が用いられる。
- プロスタサイクリン：肺血管拡張採用と血小板凝集抑制作用を有する。
  - エポプロステノール（PGI2：フローラン）：静注
  - ベラプロスト（ドルナー/プロサイリン）：経口
  - トレプロスチニル（ベンテイビス）：吸入
  - セレキシパグ（ウプトラビ）：経口
- エンドセリン受容体拮抗薬（ERA）：血管平滑筋収縮作用のエンドセリンを拮抗する作用を有する。
  - ボセンタン（トラクリア）：ETA/ETB受容体拮抗薬
  - マシテンタン（オプスミット）：ETA/ETB受容体拮抗薬
  - アンブリセンタン（ヴォリブリス）：ETA選択的受容体拮抗薬
- フォスフォジエステラーゼ5阻害薬（PDE-5I）：一酸化窒素作用と言われ、cGMPの分解を抑制し肺動脈血管平滑筋弛緩作用を有する。
  - シルデナフィル（レバチオ）
  - タダラフィル（アドシルカ）

### 外科手術
内科的薬物治療に限界の場合には外科手術（心臓欠損中隔の閉塞術、肺移植術など）の適応となる。

## 特定疾患
肺動脈性肺高血圧症(PAH)は指定難病86、慢性血栓塞栓性肺高血圧症(CTEPH)は指定難病88で、いずれも医療費助成対象の特定疾患である。
なお、肺動脈性肺高血圧症(PAH)の臨床分類は、以下のいずれかについて鑑別すること。
1. 特発性肺動脈性肺高血圧症（IPAH)
2. 遺伝性肺高血圧症（HPAH)
3. 膠原病に伴う肺動脈性肺高血圧症
4. 先天性シャント性心疾患に伴う肺動脈性肺高血圧症
5. 門脈圧亢進症に伴う肺動脈性肺高血圧症
6. HIV 感染に伴う肺動脈性肺高血圧症
7. 薬剤誘発性の肺動脈性肺高血圧症
8. 呼吸器疾患に合併した肺動脈性肺高血圧症